# Black-out
Black-out er en spillefilm fra 1970 instrueret af Christoffer Bro efter eget manuskript.

## Handling
Fem unge deltager i en våd fest. Under festen bliver en mand påkørt og dræbt i nærheden. Bilisten flygter. Næste dag kan en af de unge ikke huske noget fra tiden omkring ulykken. Er han den skyldige? Et vidne leder politiet på sporet.